# Terumo
Die Terumo Corporation (jap. テルモ株式会社, Terumo Kabushiki kaisha), gelistet im Nikkei 225, ist eine gesundheitstechnische Aktiengesellschaft mit Hauptsitz in der japanischen Hauptstadt Tokio.
Die Produktpalette umfasst medizinische Geräte und Zubehör für den Gebrauch in Krankenhäusern, Ausstattung für Operationssäle sowie spezielle Geräte zur Herstellung und Verwendung von Bluttransfusionen.

## Geschichte
Einer der Firmengründer 1921 war der Bakteriologe Kitasato Shibasaburō. Er war Mitarbeiter von Robert Koch und von Emil von Behring. Er gab der Firma den Namen Terumo. Das Wort Terumo entspricht der japanischen Aussprache des deutschen Thermometers, denn Kitasato entwickelte das erste zuverlässige Fieberthermometer.